# Pałac w Suchej Dolnej
Pałac w Suchej Dolnej – zabytkowy pałac we wsi Sucha Dolna.
Piętrowy pałac wybudowany przez Christiana Heinricha von Eckartsberg, żonatego z Anną von Push. Rodzina Eckartsberg była właścicielem pałacu do lat 80. XIX w. Obiekt postawiony na planie prostokąta, kryty dachem czterospadowym. Od frontu główne wejście, położone centralnie, w jednoarkadowym portyku zwieńczonym balkonem (tarasem). Nad wejściem przy dachu szczyt. Po prawej stronie, na rogu, ośmioboczna wieża.
Pałac z lat 80. XVII w., przebudowany i rozbudowany na początku XIX w. w stylu klasycystycznym jest częścią zespołu pałacowego, z XVII-XIX wieku w skład którego wchodzą jeszcze folwark z XIX w. i park krajobrazowy o powierzchni 3 ha, z początku XX w., z wieloma gatunkami drzew rodzimych.

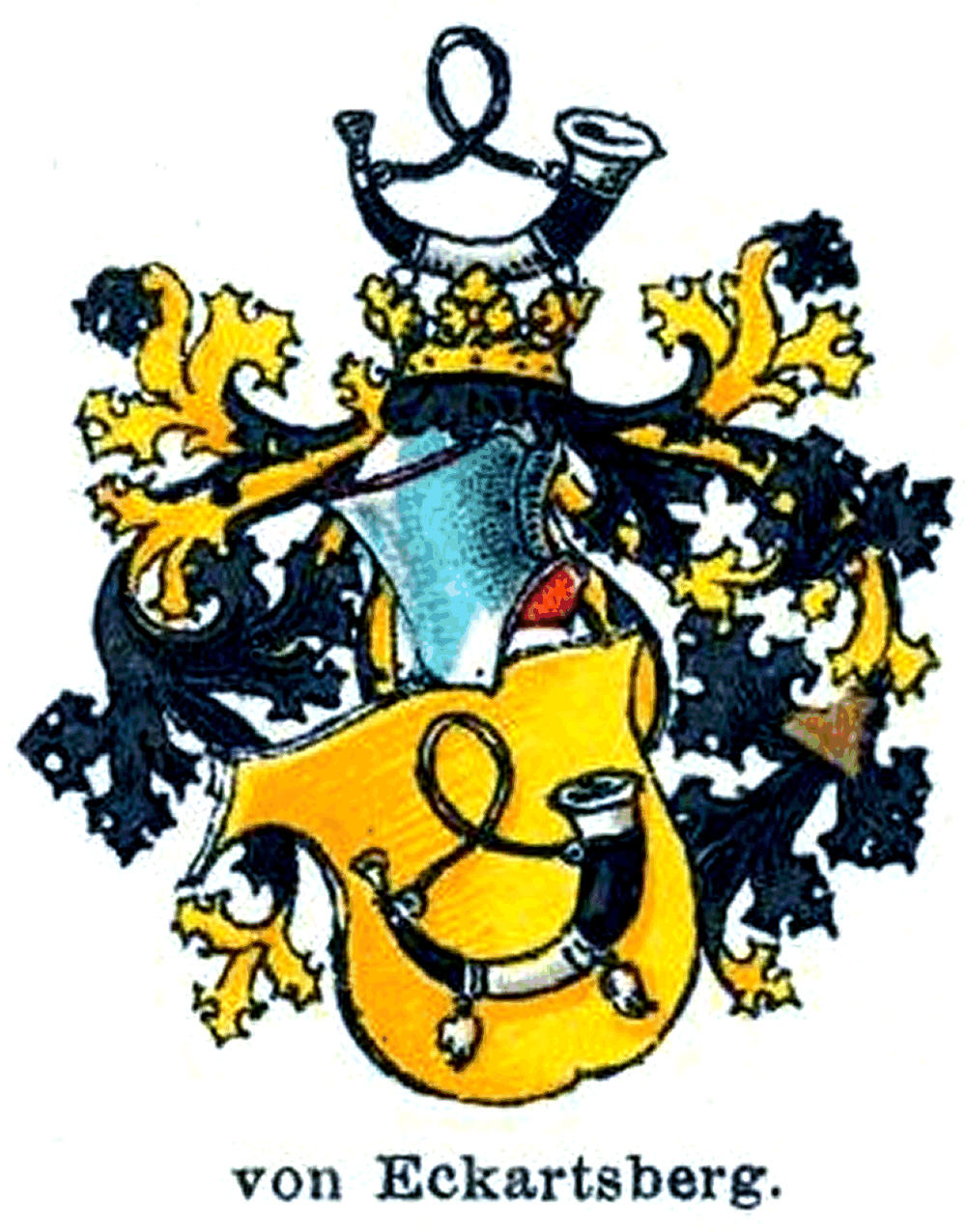
Herb von Eckartsberg
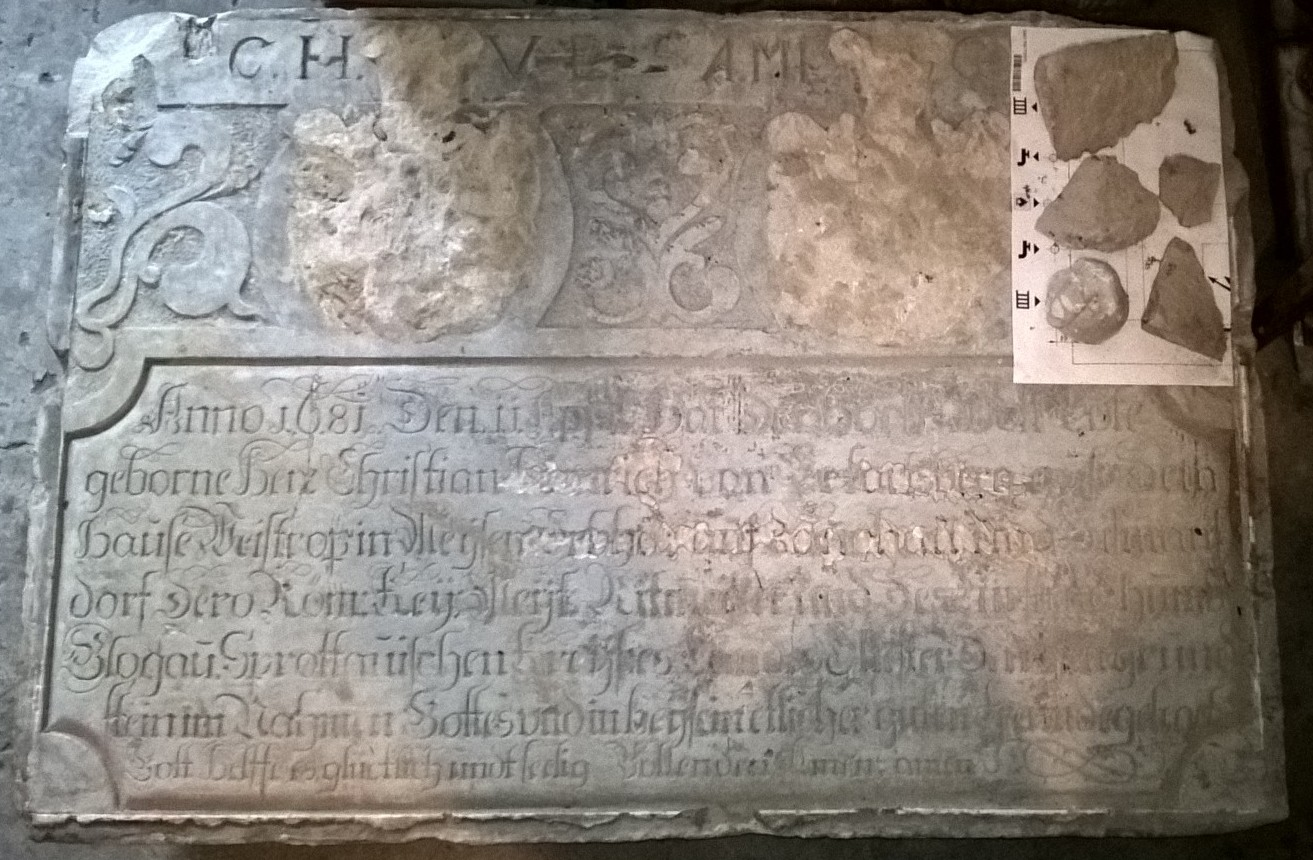
Płyta fundacyjna, obecnie w Szprotawie